# Leucania cirphidoides
Leucania cirphidoides là một loài bướm đêm trong họ Noctuidae.